# خوسيه فارغاس (كرة سلة)
خوسيه فارغاس مواليد 23 يونيو 1963، هو لاعب كرة سلة دومينيكي معتزل. بدأ مسيرته الاحترافية في سنة 1988. تم اختياره من قبل فريق دالاس مافيريكس خلال الدرافت. حقق المركز الثاني في دورة الألعاب الأمريكية 2003. اعتزل اللعب في 2006.

## الميداليات
| الميدالية | المسابقة                    |
| --------- | --------------------------- |
| فضية      | دورة الألعاب الأمريكية 2003 |

## روابط خارجية
- خوسيه فارغاس على موقع الاتحاد الدولي لكرة السلة (الإنجليزية)
- خوسيه فارغاس على موقع سبورتس رفرنس (الإنجليزية)
- خوسيه فارغاس على موقع كرة السلة الأوروبية.كوم (الإنجليزية)
- خوسيه فارغاس على موقع كلية كرة السلة في سبورتس رفرنس.كوم (الإنجليزية)
- خوسيه فارغاس على موقع ريلجم (الإنجليزية)
- خوسيه فارغاس على موقع بروبوليرز (الإنجليزية)